# Timothy Dolan
Timothy Michael kardinál Dolan (* 6. února 1950 Saint Louis) je americký římskokatolický kněz a od roku 2009 arcibiskup v New Yorku; dne 18. února 2012 jej papež Benedikt XVI. jmenoval kardinálem.

## Životopis
Narodil se jako nejstarší z pěti dětí leteckého inženýra Roberta Dolana, který zemřel v roce 1977, a jeho manželky Shirley rozené Radcliffové. Má dva bratry a dvě sestry. Později se rodina přestěhovala do nedalekého Ballwinu. Už od dětství se cítil být povolán ke kněžství a zajímal se o liturgii. V roce 1964 vstoupil do saintlouiského přípravného semináře v Shrewsbury, kde následně vystudoval filosofii.
K dalšímu studiu ho kardinál Carberry vyslal do Říma. Tam získal licenciát teologie a po kněžském svěcení, které přijal 19. června 1976 z rukou tehdejšího saintlouiského pomocného biskupa O'Meary, působil jako farní vikář ve městě Richmond Heights až do roku 1979. Tehdy začal svá doktorská studia na Americké katolické univerzitě (The Catholic University of America) ve Washingtonu se zaměřením na dějiny římskokatolické církve v USA. Po jejich ukončení a návratu do Missouri pracoval v letech 1983–1987 v duchovní správě; během tohoto období spolupracoval s arcibiskupem Johnem Mayem na reformě arcidiecézního kněžského semináře.
Následně byl jmenován tajemníkem nunciatury ve Washingtonu a v roce 1992 odešel do saintlouiského kněžského semináře, kde působil jako vicerektor, spirituál a učitel církevních dějin, současně vyučoval teologii na univerzitě v Saint Louis. V letech 1994 až 2001 zastával funkci rektora Papežské severoamerické koleje (Pontificio Collegio Americano del Nord) v Římě a vyučoval na Papežské univerzitě Gregoriana a Papežské univerzitě svatého Tomáše Akvinského. V roce 1994 obdržel titul monsignore.
Dne 19. června 2001 papež Jan Pavel II. jmenoval Dolana pomocným biskupem saintlouiským a titulárním biskupem načézským. Biskupské svěcení přijal 15. srpna 2001 z rukou arcibiskupa Rigaliho. Jako své biskupské heslo si zvolil „Ibimus Ad Quem?“ (česky „Pane, ke komu půjdeme?“; Jan 6, 68). Již následujícího roku byl jmenován arcibiskupem v Milwaukee ve státě Wisconsin (25. června 2002) a 28. srpna 2002 intronizován.
V této funkci se musel vypořádat s aférou týkající se sexuálního zneužívání ze strany některých amerických kněží, která v té době v USA vypukla, jakož i s kritickou finanční situací své arcidiecéze. Zvláštní pozornost věnoval kněžím a zájemcům o toto povolání; během jeho působení v této funkci se počet seminaristů zvýšil. V tomto období publikoval knihy Povolán ke svatosti (Called to Be Holy, 2005) a Ke komu půjdeme? Poučení z apoštola Petra (To Whom Shall We Go? Lessons from the Apostle Peter, 2008) a spolu se svým bratrem vystoupil v televizním pořadu Žití naší víry (Living Our Faith).
Dne 23. února 2009 byl Benediktem XVI. jmenován desátým arcibiskupem newyorským. V čele této druhé největší diecéze ve Spojených státech amerických nahradil Edwarda kardinála Egana, který rezignoval kvůli dosažení věku 75 let. Před Dolanem bývala v poslední době jmenována arcibiskupem v New Yorku vždy osoba nezastávající úřad v žádné arcidiecézi, a to od roku 1939, kdy se newyorským arcibiskupem stal Francis Joseph Spellman, dosavadní pomocný biskup bostonské arcidiecéze. Dne 18. února 2012 jej papež Benedikt XVI. jmenoval kardinálem.
Do úřadu arcibiskupa newyorského byl slavnostně uveden 15. dubna 2009 v katedrále sv. Patrika. Dne 16. listopadu 2010 byl na tříleté období zvolen předsedou Konference katolických biskupů USA jako první newyorský biskup, který získal tuto funkci, a 5. ledna 2011 se stal členem nově vzniklé Papežské rady pro novou evangelizaci.